# Piłka ręczna na Letnich Igrzyskach Olimpijskich 2020 – składy kobiet
Artykuł grupuje składy żeńskich reprezentacji narodowych w piłce ręcznej, które wystąpiły w żeńskim turnieju rozegranym w ramach Letnich Igrzysk Olimpijskich 2020 w Tokio.

## Grupa A

### Angola
Źródło

### Czarnogóra
Źródło

### Holandia
Źródło

### Japonia
Źródło

### Korea Południowa
Źródło

### Norwegia
Źródło

## Grupa B

### Brazylia
Źródło

### Francja
Źródło

### Hiszpania
Źródło

### Rosja
Źródło

### Szwecja
Źródło

### Węgry
Źródło